# Montberthault
Montberthault település Franciaországban, Côte-d’Or megyében. Lakosainak száma 217 fő (2022. január 1.). Montberthault Époisses, La Roche-en-Brenil, Sincey-lès-Rouvray, Vieux-Château, Courcelles-Frémoy és Forléans községekkel határos.

## Népesség
A település népességének változása:
| Lakosok száma | 260  | 256  | 224  | 245  | 227  | 222  | 211  | 206  | 208  | 217  |
|               | 1968 | 1982 | 1990 | 2006 | 2013 | 2015 | 2017 | 2019 | 2020 | 2022 |